# Шаванель, Сильвен
Сильвен Шаванель Альбира (фр. Sylvain Chavanel Albira; род. 30 июня 1979, Шательро) — французский шоссейный велогонщик. Рекордсмен по количеству выступлений на Тур де Франс (18 раз, в том числе 16 финишей).

## Биография
Сильвен Шаванель родился во Франции, но его предки — испанцы. Они жили в Арагоне, и бежали во Францию во время гражданской войны. Сильвен, однако, не владеет цензурным испанским языком. Как испанец, он обладает двойной фамилией, но использует её только в официальных документах. Его младший брат, Себастьен, также стал профессиональным велогонщиком. Сильвен с детства жил велогонками, его кумирами были Грег Лемонд, Мигель Индурайн и Лоран Жалабер. Он начал заниматься велоспортом в 8 лет, затем ушёл в футбольную секцию, но в 12 лет вернулся. Первоначально Сильвен не мог похвастаться успехами, но они пришли, после того как однажды он обошёл в кадетской гонке своего старшего брата Фредерика, более талантливого в детстве. С 13 лет Сильвен выиграл 29 гонок в школьной и юниорской категориях.
В 1997 году он выиграл гонку преследования на юниорском чемпионате Франции. Дядя Шаванеля, бывший велогонщик, рекомендовал племянника Жану-Рене Бернадо, руководителю молодёжной команды «Vendée U». До 2000 года Шаванель продолжал ездить за «AC Châtellerault», а затем подписал контракт с командой Бернадо, к тому моменту уже профессиональной «Bonjour». В том же году он выиграл 1-й этап Франко-бельгийского кольца, и до последнего дня сохранял майку лидера. Шаванель также выиграл горный зачёт Тур де л'Авенир и более 200 километров ехал в одиночном отрыве на Париж — Тур. В дальнейшем сильный индивидуальный ход приносил Шаванелю многочисленные награды. Он является трёхкратным чемпионом Франции в гонке с раздельным стартом.
Как и большинство сильных французских велогонщиков, Шаванель регулярно участвует в Тур де Франс. В 2008 году он впервые праздновал успех на французской супермногодневке, выиграв этап и Приз самому агрессивному гонщику. В следующем сезоне Шаванель покинул «Cofidis», и, несмотря на приглашения других французских команд, перешёл в бельгийскую «Quick Step» вместе с Жеромом Пино. Тур де Франс 2010 оказался для Шаванеля ещё более успешным, чем двухлетней давности: кроме приза самому агрессивному гонщику он дважды получал жёлтую майку после своих побед на этапах. Сам француз считает лучшим для себя сезон 2009, когда он выигрывал этапы и добирался до подиумов общих зачётов Тура Бенилюкса, Вольты Алгарви и Париж — Ницца. На Туре Фландрии 2011 Шаванель уступил в финишном спринте из группки только Нику Нюйенсу. Через пару месяцев он впервые выиграл групповую гонку национального чемпионата, но на Туре в чемпионской майке не сумел побороться на победы, в том числе из-за последствий падения на первых этапах. На Вуэльте Шаванель 4 дня ехал в майке лидера, после того как уехал в отрыв на 3-м этапе, а на следующем сумел отдержаться в горах.

## Достижения

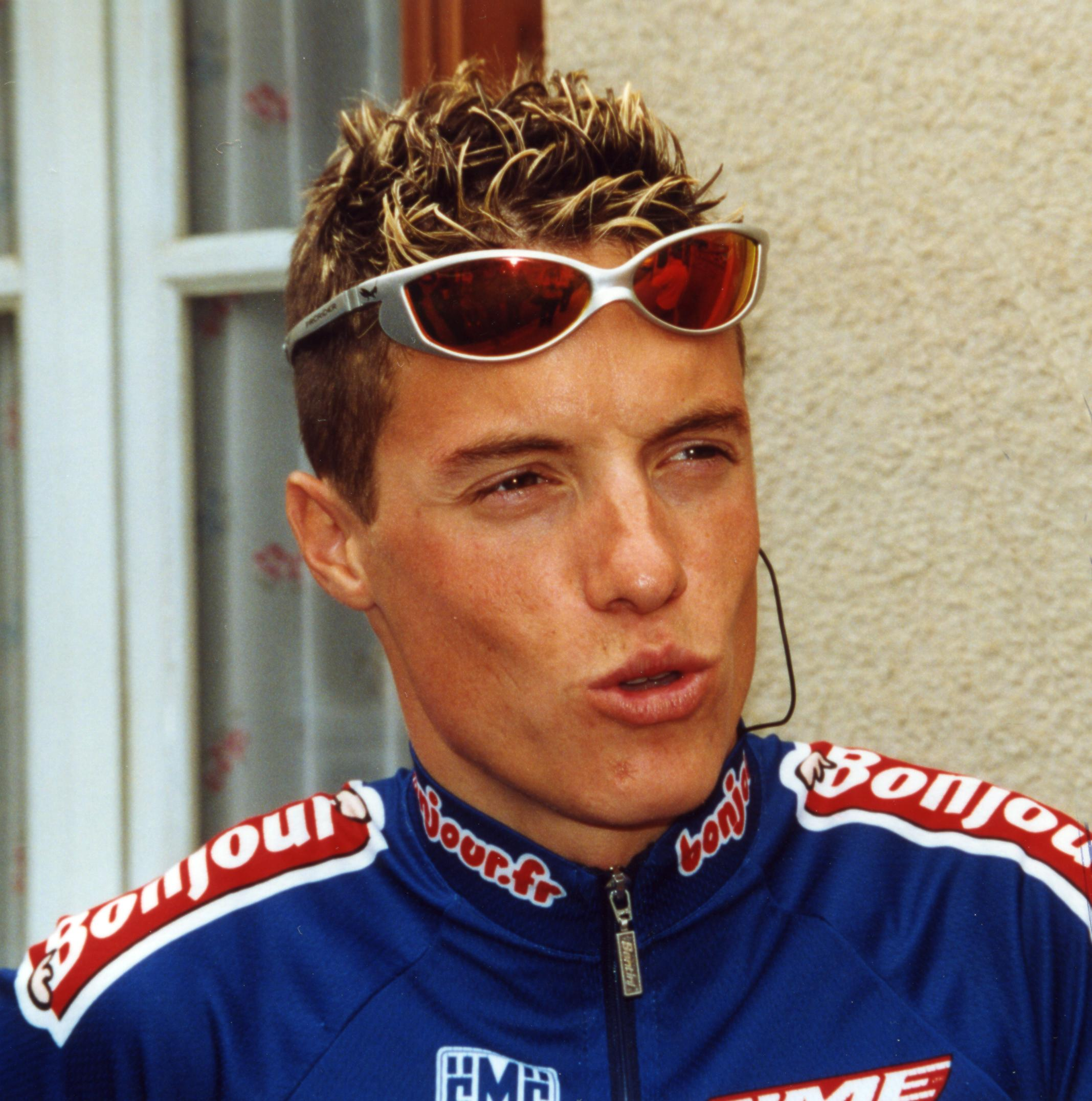
Сильвен Шаванель в 2001 году

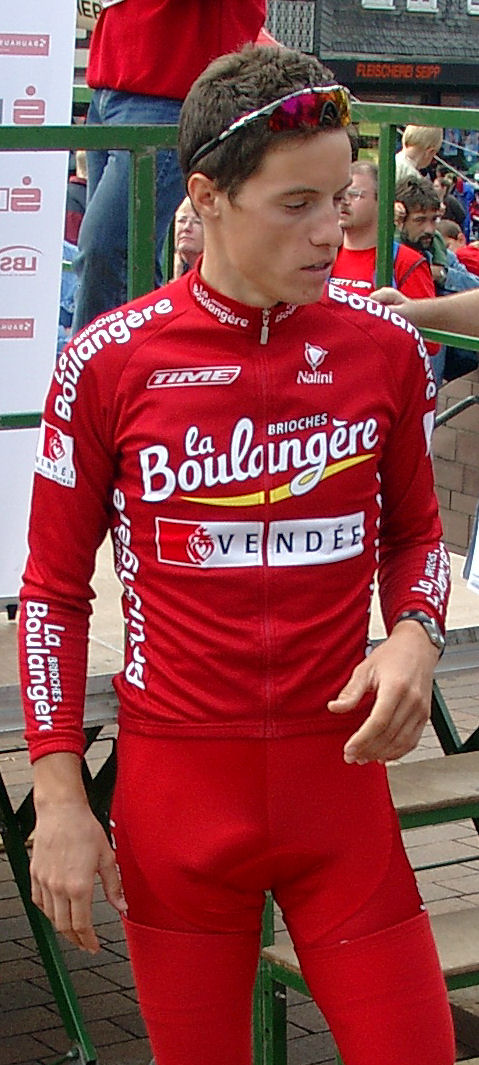
Сильвен Шаванель в 2003 году

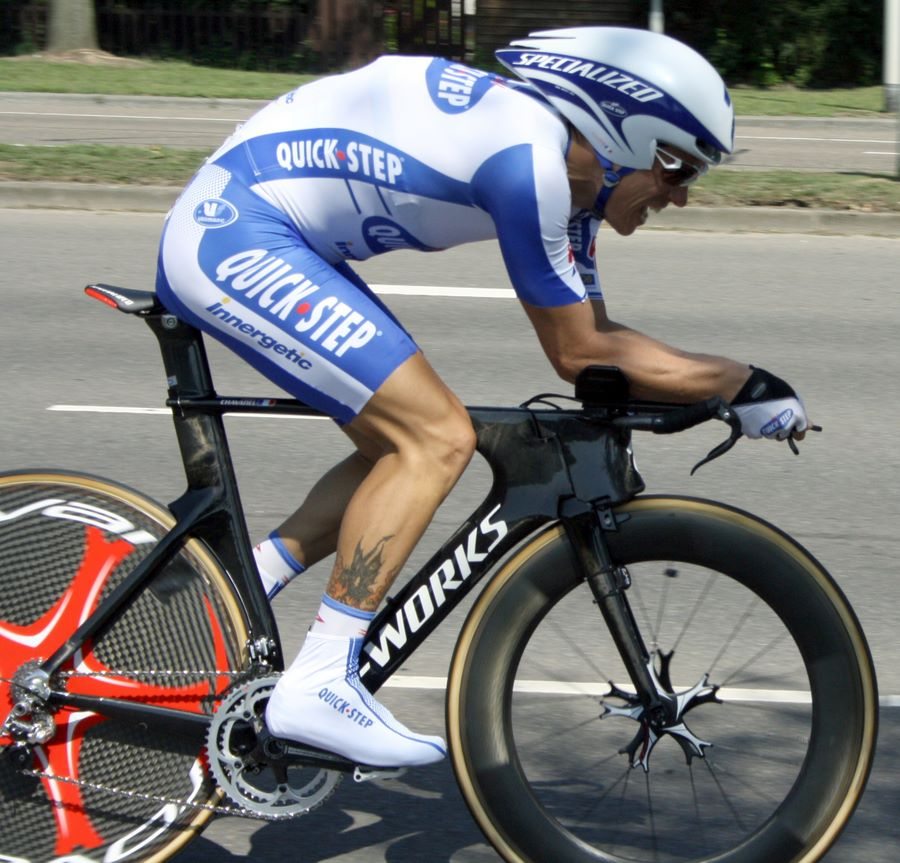
Шаванель побеждает в прологе Энеко Тура 2009

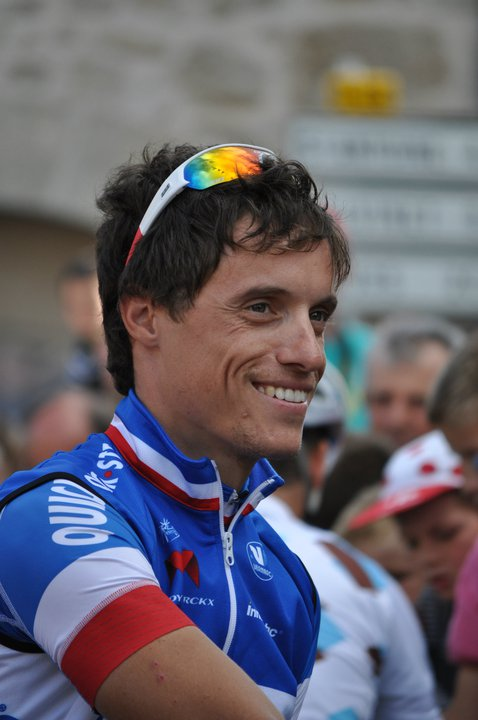
Сильвен Шаванель в 2011 году

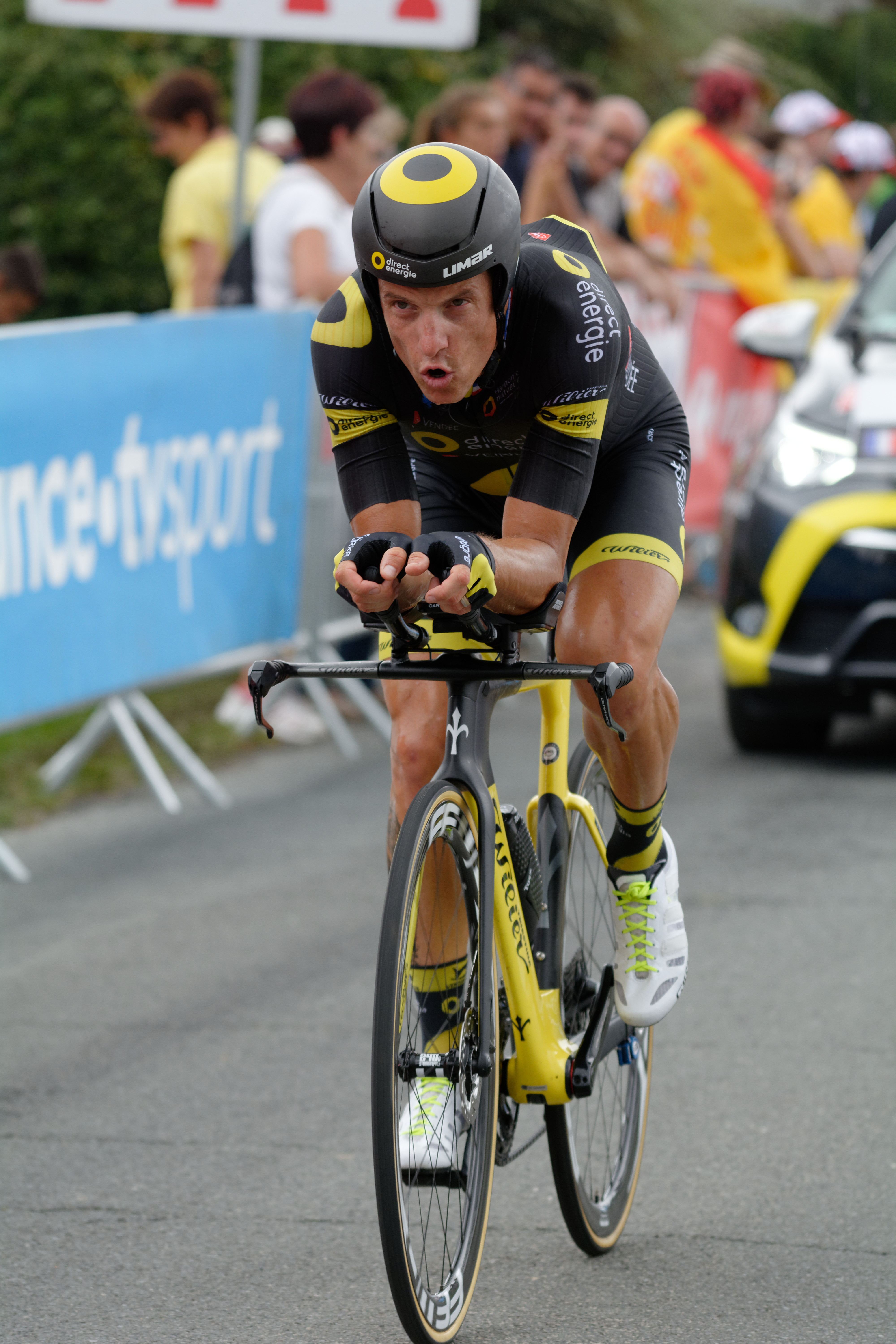
Шаванель на Тур де Франс 2018

1999
7-й - Circuit de Lorraine — Генеральная классификация
2000
3-й - Франко-бельгийское кольцо — Генеральная классификация
1-й — Этап 1
8-й - Grand Prix de la Ville de Lillers
2001
3-й - Полинорманд
3-й - Тур де л'Авенир
6-й - Тур Пикардии — Генеральная классификация
7-й - Франко-бельгийское кольцо — Генеральная классификация
9-й - Ле-Самен
2002
1-й  Четыре дня Дюнкерка — Генеральная классификация
1-й - Трофей Альпинистов
2-й - Тур Пуату — Шаранты — Генеральная классификация
3-й - Тур Бельгии — Генеральная классификация
9-й - Тур Дании — Генеральная классификация
2003
1-й - Тур дю От-Вар
2-й - Тур Пуату — Шаранты — Генеральная классификация
2-й - Гран-при де Плюмелек-Морбиан
3-й - Тур Средиземноморья — Генеральная классификация
5-й - Париж — Ницца — Генеральная классификация
5-й - Критериум Интернациональ — Генеральная классификация
5-й - Кольца Сарты — Генеральная классификация
1-й - Этап 3b (ИГ)
5-й - Париж — Бурж
9-й - Тро-Бро Леон
2004
1-й  Тур Бельгии — Генеральная классификация
1-й  Четыре дня Дюнкерка — Генеральная классификация
1-й - Полинорманд
1-й - Этапы 3 и 4 (ИГ) Тур Пуату — Шаранты
5-й - Париж — Камамбер
5-й - Трофей Альпинистов
6-й - Гран-при Фурми
9-й - Тур Средиземноморья — Генеральная классификация
10-й - Критериум Интернациональ — Генеральная классификация
2005
1-й  Чемпион Франции — Индивидуальная гонка
1-й  Кольца Сарты — Генеральная классификация
1-й - Этап 5
1-й  Тур Пуату — Шаранты — Генеральная классификация
1-й - Дуо Норманд (с Тьерри Маришалем)
9-й - Тур Польши — Генеральная классификация
2006
1-й  Чемпион Франции — Индивидуальная гонка
1-й  Тур Пуату — Шаранты — Генеральная классификация
7-й - Париж — Коррез — Генеральная классификация
8-й - Гран-при Лугано
2007
3-й - Трофей Альпинистов
4-й - Критериум Интернациональ — Генеральная классификация
9-й - Гран-при де Плюмелек-Морбиан
10-й - Критериум Дофине — Генеральная классификация
2008
1-й  Чемпион Франции — Индивидуальная гонка
1-й - Дварс дор Фландерен
1-й - Брабантсе Пейл
Тур де Франс
1-й - Этап 19
 Приз самому агрессивному гонщику на этапах 2, 6 и 19
 Приз самому агрессивному гонщику по итогам гонки
 Вуэльта Испании — Лидер в генеральная классификации после 6-го этапа
1-й - Этап 5 Тур Средиземноморья
1-й - Этап 4 Вуэльта Каталонии
2-й - Вольта Алгарви — Генеральная классификация
8-й - Париж — Ницца — Генеральная классификация
1-й - Этап 6
10-й - Чемпионат мира — Индивидуальная гонка
2009
2-й Чемпионат Франции — Индивидуальная гонка
2-й - Энеко Тур — Генеральная классификация
1-й - Пролог
2-й - Вольта Алгарви — Генеральная классификация
3-й - Париж — Ницца — Генеральная классификация
1-й  — Очковая классификация
1-й - Этап 3
4-й - Гран-при Ефа Схеренса
5-й - E3 Харелбеке
7-й - Дварс дор Фландерен
8-й - Париж — Рубе
9-й - Кюрне — Брюссель — Кюрне
2010
Тур де Франс
1-й - Этапы 2 и 7
 — Лидер в генеральная классификации после 2-го и 7-го этапов
 — Лидер в спринтерской классификации после 2-го этапа
 Приз самому агрессивному гонщику на этапе 2
 Приз самому агрессивному гонщику по итогам гонки
2-й Чемпионат Франции — Индивидуальная гонка
7-й - Тур Лимузена
2011
1-й  Чемпион Франции — Групповая гонка
2-й - Тур Фландрии
4-й - Три дня Де-Панне — Генеральная классификация
 — Лидер в генеральная классификации после этапов 4-7 Вуэльта Испании
2012
1-й  Чемпион мира — Командная гонка
1-й  Чемпион Франции — Индивидуальная гонка
1-й  Три дня Де-Панне — Генеральная классификация
1-й - Этап 3b (ИГ)
2-й - Энеко Тур — Генеральная классификация
2-й - Дварс дор Фландерен
2-й - Хроно Наций
8-й - Париж — Ницца — Генеральная классификация
8-й - Тур Сан-Луиса — Генеральная классификация
10-й - Тур Фландрии
2013
1-й  Чемпион мира — Командная гонка
1-й  Чемпион Франции — Индивидуальная гонка
1-й  Три дня Де-Панне — Генеральная классификация
1-й - Этап 3b (ИГ)
2-й  Чемпионат Франции — Групповая гонка
3-й - Хроно Наций
4-й - Милан — Сан-Ремо
4-й - Брабантсе Пейл
5-й - Париж — Ницца — Генеральная классификация
1-й  — Очковая классификация
1-й - Этап 6
6-й - Энеко Тур — Генеральная классификация
1-й - Этап 5 (ИГ)
6-й - E3 Харелбеке
7-й - Омлоп Хет Ниувсблад
8-й - Гран-при Валлонии
2014
1-й  Чемпион Франции — Индивидуальная гонка
1-й  Тур Пуату — Шаранты — Генеральная классификация
1-й - Этап 4 (ИГ)
1-й - Гран-при Уэс Франс де Плуэ
1-й - Хроно Наций
2-й - Четыре дня Дюнкерка — Генеральная классификация
1-й - Этап 3
3-й - Тур Бельгии — Генеральная классификация
5-й - Дварс дор Фландерен
7-й - Тур Средиземноморья — Генеральная классификация
7-й - Тур Британии — Генеральная классификация
2015
1-й  Чемпион Франции по трековому велоспорту — Индивидуальная гонка преследования
3-й  Чемпионат Франции — Групповая гонка
3-й  Чемпионат Франции — Индивидуальная гонка
9-й - Вуэльта Андалусии — Генеральная классификация
2016
1-й  Чемпион Европы по трековому велоспорту — Командная гонка преследования
Кубок мира по трековым велогонкам
1-й  Индивидуальная гонка преследования (Глазго)
2-й  Командная гонка преследования (Глазго)
1-й  Тур Пуату — Шаранты — Генеральная классификация
1-й - Этап 4 (ИГ)
4-й - Этуаль де Бессеж — Генеральная классификация
1-й - Этап 3
5-й - Три дня Де-Панне — Генеральная классификация
2017
4-й  Чемпионат Франции — Индивидуальная гонка
4-й - Три дня Де-Панне — Генеральная классификация
5-й - Четыре дня Дюнкерка — Генеральная классификация
1-й - Этап 4
5-й - Этуаль де Бессеж — Генеральная классификация
9-й - Тур Фландрии
9-й - Тро-Бро Леон
9-й - Хроно Наций
 Приз самому агрессивному гонщику на этапе 16 Тур де Франс
2018
6-й - Париж — Чауни
 Приз самому агрессивному гонщику на этапе 2 Тур де Франс

## Выступления в супермногодневках
| Гранд Тур       | 2001 | 2002 | 2003 | 2004 | 2005 | 2006 | 2007 | 2008 | 2009 | 2010 | 2011 | 2012 | 2013 | 2014 | 2015 | 2016 | 2017 | 2018 |
| --------------- | ---- | ---- | ---- | ---- | ---- | ---- | ---- | ---- | ---- | ---- | ---- | ---- | ---- | ---- | ---- | ---- | ---- | ---- |
| Джиро д’Италия  | -    | -    | -    | -    | -    | -    | -    | -    | -    | -    | -    | -    | -    | -    | 36   | -    | -    | -    |
| Тур де Франс    | 65   | 36   | 37   | 30   | 58   | 45   | Сход | 61   | 19   | 31   | 61   | Сход | 31   | 34   | 54   | 43   | 25   | 39   |
| Вуэльта Испании | -    | -    | -    | -    | -    | -    | 16   | НФ   | -    | -    | 27   | -    | -    | -    | 47   | -    | -    | -    |